# بشتونوالي
بشتونوالي، هو أسلوب حياة تقليدي أو قانون الشرف وقانون القبائل لشعب البشتون من أفغانستان وباكستان، الذي يعيشون به. وقد فسرها العديد من العلماء على نطاق واسع بأنها "طريقة حياة البشتون" أو "قانون حياة البشتون". يمارس البشتون الباشتونوالي على نطاق واسع في المناطق ذات الأغلبية البشتونية. يعود تاريخ البشتونوالي إلى العصور القديمة قبل الإسلام.

## نظرة عامة
تتبع القبائل البشتونية الأصلية، والتي غالبًا ما توصف بأنها شعب مستقل بشدة، والتي تسكن منطقة بشتونستان (جنوب شرق أفغانستان وشمال غرب باكستان) قواعد السلوك التقليدية هذه التي تحكم السلوك الاجتماعي وقيم البشتون، والتي تسمى بشتونوالي، وهي موصوفة بأنها قديمة، والتي يتبعها البشتون وتسبق الإسلام. ونتيجة لذلك، ظلت مساحات كبيرة من أراضيهم الجبلية خارج سيطرة الحكومة أو حكمها. يُعتقد أحيانًا أن مقاومة البشتون للحكم الخارجي والتضاريس التي يعيشون فيها هي السبب وراء استمرار البشتون الأصليين في اتباع تلك القوانين.
تبنى بعض الأفغان غير البشتون وغيرهم أيضًا أيديولوجيتها أو ممارساتها لتحقيق مصلحتهم الخاصة. وعلى العكس من ذلك، يميل العديد من البشتون الحضريين إلى تجاهل قواعد البشتونوالي. تنتقل مبادئ البشتونوالي من جيل إلى جيل، وهي ترشد السلوك الفردي والجماعي. يمارسها أغلب البشتون، مما يساعد على تعزيز الأيديولوجية البشتونية.
يعزز البشتونوالي احترام الذات والاستقلال والعدالة والضيافة والحب والتسامح والانتقام والتسامح تجاه الجميع (خاصة الغرباء أو الضيوف). ويعتبر اكتشاف وإعادة اكتشاف جوهر ومعنى البشتونوالي مسؤولية شخصية لكل بشتون.

## المؤسسات البشتونية
ينتظم البشتون في مجموعات قبلية أو عائلية ممتدة يقودها "مالك" (زعيم ثري ومؤثر من القبيلة). يقوم بتسوية النزاعات داخل العشائر من خلال مجلس الجركة (وهو تقليديا مجلس قبلي يضم جميع الذكور البالغين). في أوقات الغزو الأجنبي، كان من المعروف أن البشتون يتحدون تحت قيادة الزعماء الدينيين البشتون مثل سعيد الله بابا في حصار مالاكاند، وحتى تحت قيادة الزعماء الإناث البشتون مثل ملالاي مايواند في معركة مايواند.

## المبادئ الرئيسية
المبادئ الثلاثة الأساسية:

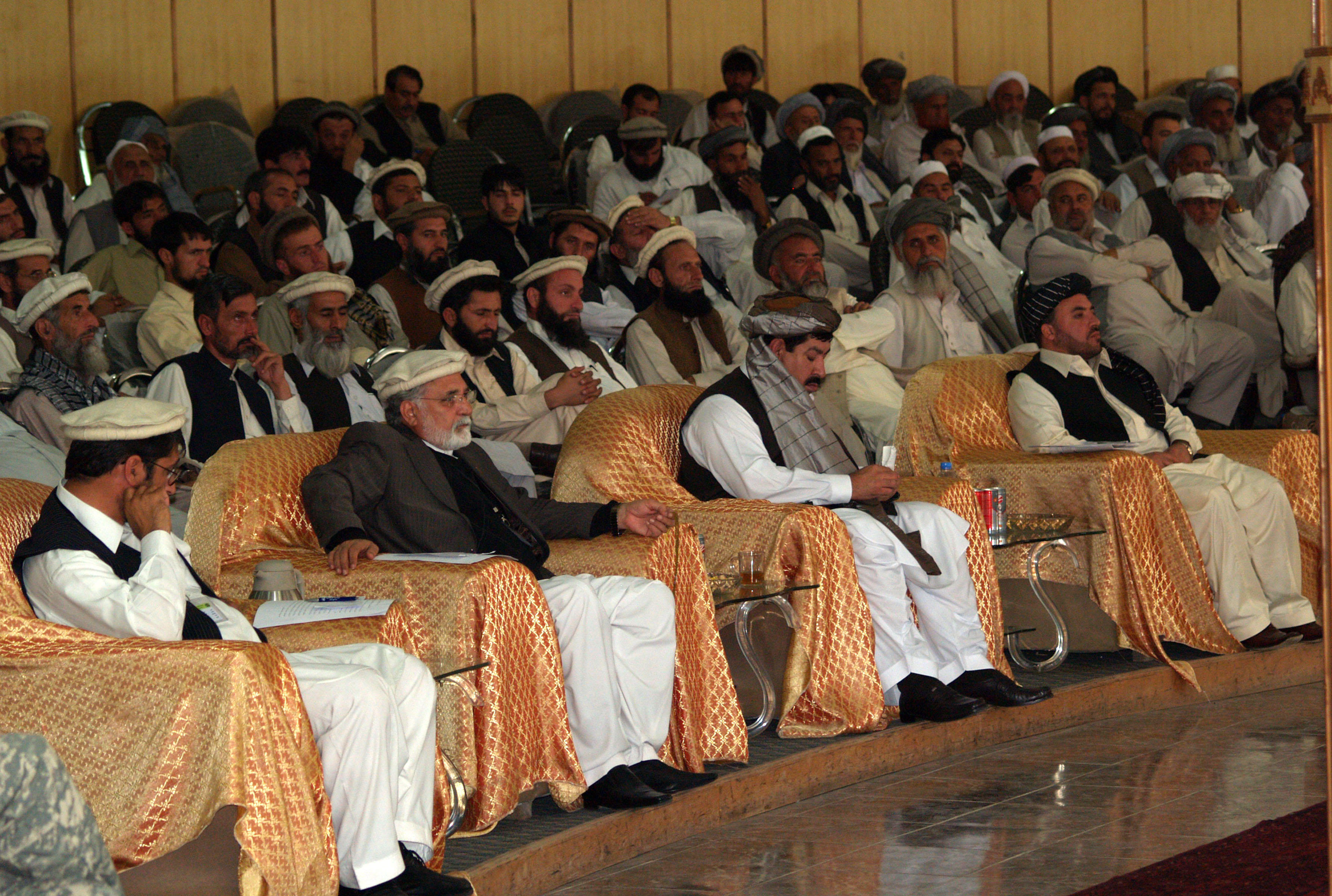
من اليسار إلى اليمين: جمال الدين بدر حاكم نورستان، فضل الله وحيدي حاكم كنر، غل آغا شيرزي حاكم ننكرهار، ولطف الله مشعل حاكم لغمان، يستمعون إلى المتحدثين يتحدثون عن السلام والازدهار وإعادة تأهيل أفغانستان خلال أول مجلس جركة إقليمي في عام 2009.

1. الضيافة: إظهار الضيافة والاحترام لجميع الزوار، بغض النظر عن العرق أو الدين أو الجنسية أو الثروة، دون أي توقع للمقابل.[2][14][15]
2. الجوار: حماية الهارب من أعدائه ومن دخل في جوار الشخص، بأي ثمن. حتى أولئك الذين يهربون من القانون يجب أن يُمنحوا ملجأ حتى يتضح الوضع.[2]مثلا: تلقى الضابط في البحرية الأميركية ماركوس لوتريل، الناجي الوحيد من فريق قوات النخبة في البحرية الأميركية الذي تعرض لكمين نصبه له مقاتلو طالبان، المساعدة من أفراد قبيلة البشتون. وأعطى الزعيم القبلي محمد غلاب الجندي اللجوء في قريته، ودافع عن نفسه ضد القبائل المهاجمة حتى أُعيد إلى القوات الأمريكية القريبة.[16][17]
3. العدالة والانتقام (القصاص): طلب العدالة أو الانتقام من مرتكب الخطأ. لا يوجد حد زمني يقيد فترة الانتقام.[2] ويمكن أن تكون الدية بديلًا للتكفير عن جريمة القتل.

المبادئ الرئيسية الأخرى:
1. الشجاعة يجب على البشتوني الدفاع عن أرضه وممتلكاته وعائلته من المتسللين.[2]
2. الولاء[18] يجب أن يكون البشتون مخلصا للعائلة والأصدقاء وأفراد القبيلة.
3. اللطف يجب أن يعمل البشتون من أجل رفاهية الآخرين.[18]
4. التحكيم يجب حل النزاعات من خلال مجلس الجركة.[18]
5. الإيمان الثقة في الله.[2] مفهوم الثقة في الخالق عموما يعادل التوحيد الإسلامي (التوحيد).
6. الاحترام والفخر، يجب احترام فخر رجل البشتون، ويجب أن يحترم نفسه والآخرين، وخاصة الغرباء.[2][19]
7. شرف الإناث يجب على البشتون أن يدافعوا عن شرف المرأة بأي ثمن ويجب أن يحميها من كل الأذى.[20]
8. المروءة يجب على البشتون الدفاع عن الضعيف من حوله.[21]
9. الفروسية،[22] العمامة تعتبر رمزا للفروسية.
10. الأرض، البشتوني ملزم بحماية أرض البشتون والعادات التقليدية.[10]